# Litlakinna
Litlakinna est une île dans le landskap Sunnhordland du comté de Vestland. Elle appartient administrativement à Øygarden.

## Géographie
Rocheuse et couverte d'arbres, elle s'étend sur environ 259 m de longueur pour une largeur approximative de 195 m. Elle compte un quai d'amarrage et quelques habitations. 